# Cryptopus dissectus
Cryptopus dissectus là một loài thực vật có hoa trong họ Lan. Loài này được (Bosser) Bosser mô tả khoa học đầu tiên năm 1980.